# Wu Dawei

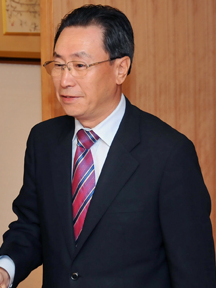

Wu Dawei chiń. upr. 武大伟 (ur. 1946 w Heilongjiang) – chiński dyplomata, wiceminister spraw zagranicznych.
Wu rozpoczął swoją karierę w dyplomacji od stanowiska attaché w Ambasadzie ChRL w Tokio, gdzie przebywał od 1973 do 1979. Po powrocie do kraju objął stanowisko w Departamencie Spraw Azji. W 1985 ponownie wyjechał do Japonii jako drugi sekretarz. Został tam awansowany na stopień pierwszego sekretarza. Między 1989 a 1994 znów pracował w Departamencie Spraw Azji, aby w 1994 wrócić do Japonii jako radca-minister.
Od września 1998 do lipca 2001 pełnił funkcję ambasadora Chińskiej Republiki Ludowej w Republice Korei. Następnie od lipca 2001 do sierpnia 2004 był ambasadorem w Japonii.
W czasie pełnienia swojego urzędu w Seulu wzbudził kontrowersje komentarzami, w których krytykował zaangażowanie południowokoreańskich i pozarządowych organizacji w kwestie uchodźców z Korei Północnej w północnowschodnich Chinach. Określił to zaangażowanie jako neo-interwencjonizm i potwierdził, że bezpieczeństwo uchodźców repatriowanych do Korei Północnej zostało zagwarantowane. Jego komentarze spowodowały protesty południowokoreańskich aktywistów broniących praw człowieka, pod ambasadą chińską w Seulu. Wystosowano także petycję do ONZ, w której domagano się zagwarantowania Koreańczykom z Korei Północnej statusu uchodźców w Chinach.
Po powrocie z Japonii został wiceministrem spraw zagranicznych.